# Онлајн девојка
Онлајн девојка (енгл. Girl Online) је дебитантски љубавни и драмски тинејџерски роман енглеске модне блогерке и јутјуберке Зои Саг (енгл. Zoe Sugg). Објављен је 25. новембра 2014. преко Penguin Books, а у Србији 28. маја 2015. године у издаваштву Лагуна. Књига прати живот петнаестогодишње анонимне блогерке, чији блог постаје виралан. Роман је бестселер Њујорк тајмса у категорији за младе, био је најбрже продаван 2014. оборивши рекорд у највећем броју проданих књига дебитантског аутора прве недеље.

## О књизи
Пени Портер је петнаестогодишњакиња која живи у Брајтону са својим најбољим пријатељем Елиотом и породицом.  Има пријатељицу Меган, симпатију Олија и тајну, пати од анксиозности. Под псеудонимом Онлајн девојка, Пени блогује о ономе што стварно осећа у вези са пријатељством, младићима, својој породици и паничним нападима који су јој овладали животом. Блог ће јој донети много истомишљеника и пратилаца, али живот ван Интернета кренуће низбрдо. Није задовољна собом, а када је инцидент у школи погоди и ситуација се веома погорша, породица је одводи у Њујорк, где њена мама, због посла, организује венчање. Тамо Пени упознаје Ноа, унука свадбеног угоститеља који свира гитару, одмах се заљубљују и зближавају у наредним данима. Сваки тренутак са њим описује на свом блогу, али и Ноа има тајну која прети да угрози Пенину анонимност као и једно дугогодишње пријатељство. Након венчања, Пени напушта Њујорк и враћа се у Брајтон као самоуверена девојка која схвата своју вредност. 

## Настанак књиге
Иако се роман заснива на сличним искуствима ауторке, Саг негира да је реч о аутобиографији. Књига је пре објављивања на веб страници Channel Zero наведена као једна од десет препоручених књига познатих личности.

### Ауторство
Penguin Books је објавио да Зои Саг није сама написала роман, наводећи да је радила са стручним уредничким тимом који јој је помогао да оживи своје ликове и њихова искуства. Не потврђени извори наводе да је Сиобан Кирхам била писац из сенке. Penguin Books је потврдио да је она ангажована као уреднички консултант.

## Историја књиге
Онлајн девојка је званично објављена 25. новембра 2014. године, иако је Penguin Books навео да је због велике потражње сваки продавац прекршио ембарго на њену продају пре овог датума. Књига је била на Амазоновој листи сто најпродаванијих 67 дана пре објављивања, заузевши треће место на основу претпродаје. Био је на листи најпродаванијих романа за младе Њујорк Тајмса, на деветом месту, до 14. децембра, а следеће недеље је пала на тринаесто место. Зои Саг је одржала турнеју потписивања књига у Великој Британији како би промовисала објављивање романа. На корицама књиге из Велике Британије и Сједињених Америчких Држава се налазе различите фотографије Сагови фанова, одабрани путем такмичења на Инстаграму.

### Издање
Онлајн девојка је оборила рекорд за највећу продају у првој недељи дебитантског аутора од 1998. године, продавши укупно 78.109 примерака, што је чини најбрже продатом књигом 2014. Априла 2015. године је продата у 343.562 примерка.
Издања романа Онлајн девојка:
- 2014, Велика Британија, Penguin Books,  978-0-1413-5727-0, објављен 25. новембар 2014. у тврдом повезу[24][25]
- 2014, Сједињене Америчке Државе, Atria,  978-1-4767-9745-8, објављен 25. новембар 2014. у тврдом повезу[25][24]
- 2014, Penguin Books, објављен 25. новембар 2014. као звучна књига.

### Наставак
Наставак романа Онлајн девојка на турнеји (енгл. Girl Online: On Tour) је објављен 20. октобра 2015, а у Србији 6. маја 2016.

### Трећи део
Трећи део романа, Онлајн девојка солира (енгл. Girl Online: Going Solo), је Зои Саг најавила 8. јула 2016. године и објавила 17. новембра 2016, а у Србији 16. јуна 2017.

## Критике
Роман је Анита Синг из Дејли телеграфа оценила са три од пет, сматрала је да је романса нереална и да главни ликови нису слични циљној публикацији, као и да је успех постигнут захваљујући Саговој популарности и њених шест милиона пратилаца на Јутјубу.
Роман је добио позитивне критике од Дејзи Вајат из Индипендента која га је описала забавним и лаким за разумевање. Међутим, упркос поруци тинејџерима да буду опрезни са својим активностима на Интернету, Саг је постала популарна захваљујући дељењу личних података и Вајат сматра да је већа вероватноћа да ће њени фанови копирати њу него главног лика Пени. Гардијан описује роман као инспиративан, наводећи да је Пени превише слична Саг, што збуњује читаоце.